# نوفياس
بلدية نوفياس (بالإسبانية: Novillas) هي بلدية تقع في مقاطعة سرقسطة التابعة لمنطقة أراغون شمال شرق إسبانيا.

## الديموغرافيا
بلغ عدد سكان بلدية نوفياس 603 نسمة عام 2011 (وفقاً للمعهد الوطني الإسباني للإحصاء).
| 713 | 683 | 669 | 550 | 643 | 639 | 603 |